# Tiểu đậu khấu
Tiểu đậu khấu (danh pháp hai phần: Elettaria) là chi thực vật gồm một hoặc hai loài đậu khấu, bản địa Ấn Độ qua Sri Lanka, thường mọc trong các rừng mưa nhiệt đới. Ngoài ra, tiểu đậu khấu cũng được trồng ở Nepal, Việt Nam, Thái Lan và Trung Mỹ.

## Các loài
Một số tác giả coi Elettaria cardamomum là loài duy nhất của chi Tiểu đậu khấu, nhưng một số khác cho rằng những cây ở Sri Lanka thuộc về loài riêng là Elettaria repens Sonner.
Danh sách ghi nhận tháng 12 năm 2020:
- Elettaria cardamomum (L.) Maton, 1811 - Miền nam Ấn Độ.
- Elettaria ensal (Gaertn.) Abeyw., 1959 - Sri Lanka

## Chuyển đi
Các loài ngoài khu vực Ấn Độ và Sri Lanka được chuyển sang chi Sulettaria từ năm 2018.
- Elettaria brachycalyx S.Sakai & Nagam. - Sarawak.
- Elettaria kapitensis S.Sakai & Nagam. - Sarawak.
- Elettaria linearicrista S.Sakai & Nagam. - Sarawak, Brunei.
- Elettaria longipilosa S.Sakai & Nagam. - Sarawak.
- Elettaria longituba (Ridl.) Holttum - Sumatra, bán đảo Mã Lai.
- Elettaria multiflora (Ridl.) R.M.Sm. - Sumatra, Sarawak.
- Elettaria rubida R.M.Sm. - Sabah, Sarawak.
- Elettaria stoloniflora (K.Schum.) S.Sakai & Nagam. - Sarawak.
- Elettaria surculosa (K.Schum.) B.L.Burtt & R.M.Sm. - Sarawak.

## Thành phần hóa học
Cây tiểu đậu khấu chứa 2–8% tinh dầu, thành phần chính gồm 1,8-cineol (20–40%), (+)-α-terpinyl acetat (30–42%), α-terpineol (4–45%), limonen (6%), linalool, linalool acetat...

## Thư viện ảnh

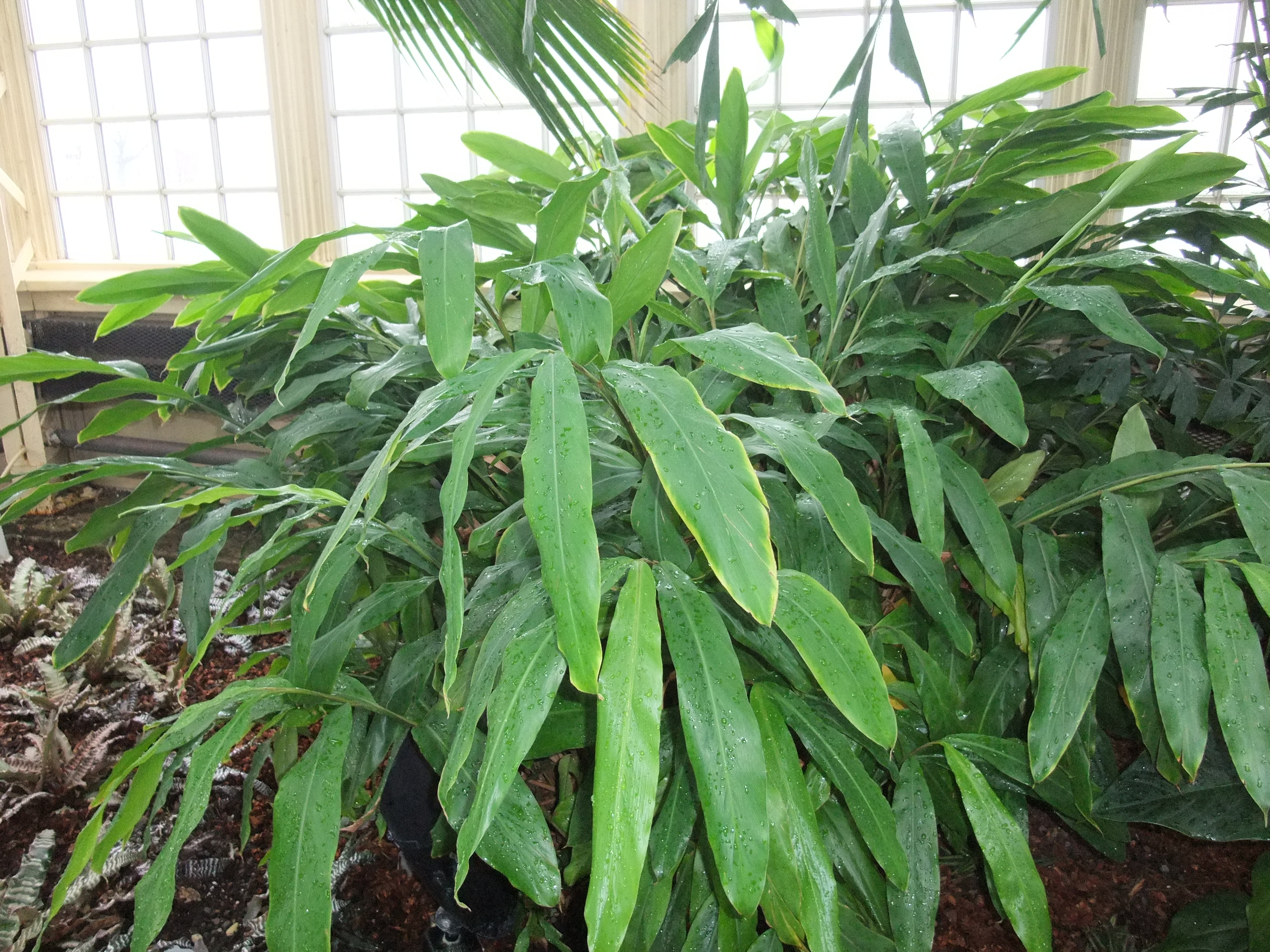
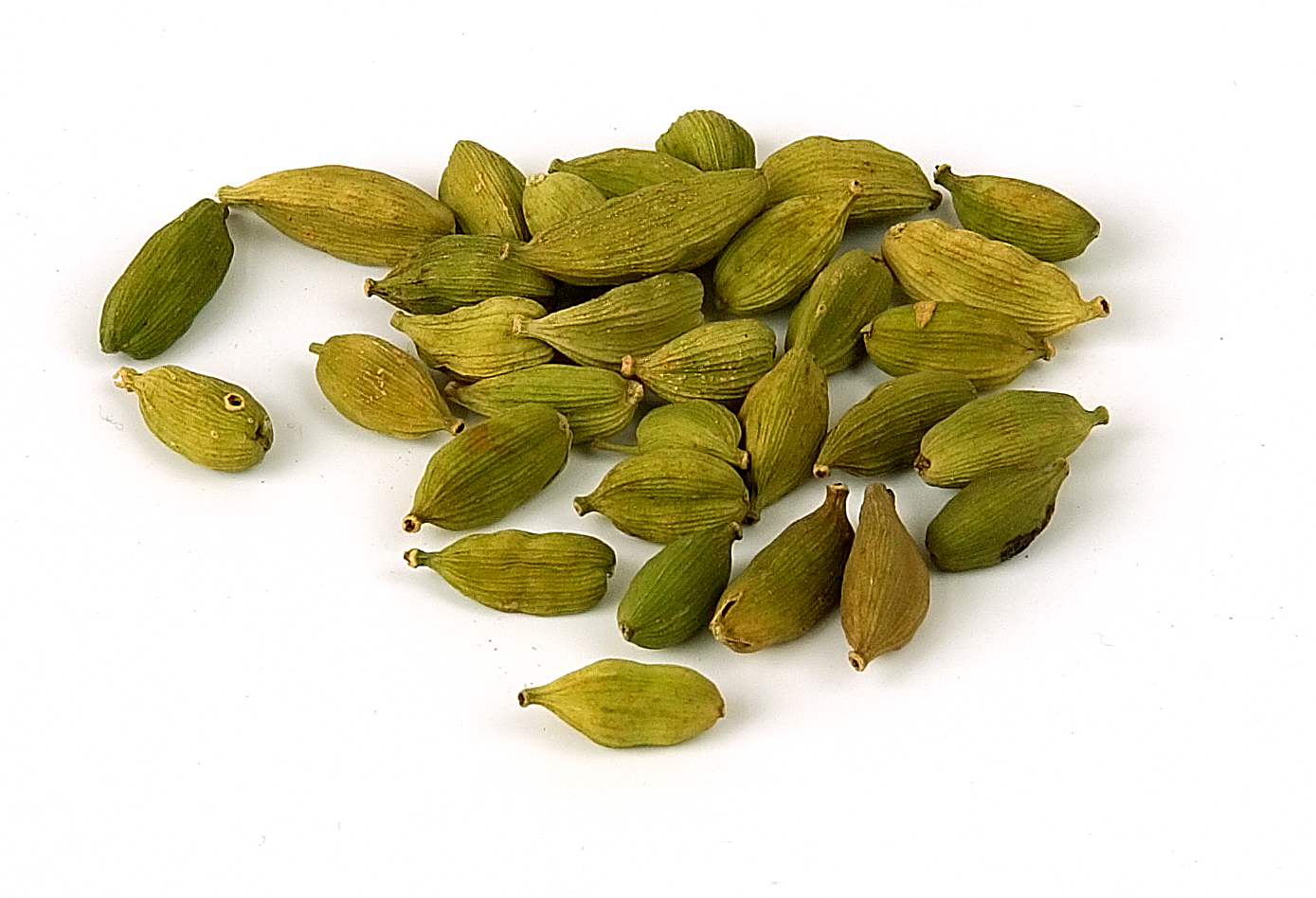
Hạt Tiểu đậu khấu dùng làm gia vị